# Heerlijkheid Meßkirch
Meßkirch (Möskirch) was een tot de Zwabische Kreits behorende heerlijkheid binnen het Heilige Roomse Rijk.
Aan het eind van de twaalfde eeuw stichtten de graven van Rohrdorf een marktplaats. De laatste van dit geslacht werd omstreeks 1210 beërfd door zijn nicht Adelheid, de echtgenote van Hendrik van Neifen. Dit echtpaar verkocht het grootste deel van de heerlijkheid Rohrdorf met Meßkirch aan de drossaards van Waldburg. Onder hun bewin werd Meßkirch tot stad verheven.
Omstreeks het midden van de veertiende eeuw werd Meßkirch geërfd door de vrijheren van Zimmern. Onder deze familie kwam de stad tot culturele bloei. Tot hun bezittingen behoorde ook de op een rots in het Donaudal gebouwde vesting Wildenstein.
Met de dood van graaf Willem in 1594 stierf het huis uit. Ten gevolge van het huwelijk van Apollonia van Zimmern met graaf Georg II van Helfenstein-Gundelfingen kwam de heerlijkheid aan dit geslacht, dat in 1627 uitstierf.
Ten gevolge van Johanna Eleonora van Helfenstein met graaf Wratislaw van Fürstenberg kwam de heerlijkheid aan Fürstenberg-Kinzigthal. Deze tak noemde zich sindsdien Fürstenberg-Meßkirch. De graaf van Fürstenberg-Meßkirch werd op 9 november 1716 tot rijksvorst verheven. De tak stierf in 1744 met vorst Karel Frederik uit. De heerlijkheid kwam toen aan de nog enig overgebleven regerende tak: de vorst van Fürstenberg-Stühlingen. Deze noemde zich sindsdien vorst van Fürstenberg.
Artikel 24 van de Rijnbondakte van 12 juli 1806 stelde dat deel van het ambt Meßkirch dat op de rechter oever van de Donau was gelegen onder de soevereiniteit van het groothertogdom Baden en het deel dat gelegen was op de linker oever onder de soevereiniteit van het vorstendom Hohenzollern-Sigmaringen: de mediatisering.

## Regenten
| regering  | naam                    | geboren   | overleden  | familie                          |
| --------- | ----------------------- | --------- | ---------- | -------------------------------- |
| -1566     | Frobenius Christof      | 19-2-1519 | 27-11-1566 | Zimmern                          |
| 1566-1594 | Willem V                | 17-6-1549 | 12-1594    | zoon                             |
| 1594-1607 | Georg III               | 1571      | 29-3-1607  | zwager, Helfenstein-Gundelfingen |
| 1594-1606 | Frobenius Christof      | 1573      | 1606       | broer                            |
| 1606-1627 | Georg Willem            | 19-1-1605 | 31-5-1627  | zoon                             |
| 1627-1652 | Wratislaw               | 1600      | 27-5-1642  | zwager, van Fürstenberg          |
| 1642-1671 | Frans Christof          | 28-7-1625 | 22-9-1671  | zoon                             |
| 1671-1741 | Frans Ferdinand         | 6-8-1664  | 4-4-1741   | zoon                             |
| 1741-1744 | Karel Frederik Nicolaas | 9-8-1714  | 7-9-1744   |                                  |